# 1987年大兴安岭火灾
大兴安岭5·6森林大火于1987年5月6日至6月2日在黑龍江省大兴安岭地区发生的中国火灾，是1949年中华人民共和国成立以来最严重的一次特大森林火灾。据官方报告，「这次大火不仅烧掉了许多森林资源，而且烧毁了城镇、民房、贮木场、仓库和火车站，造成职工、居民死亡193人，伤226人」。深层火灾原因是官僚不重視平时林区的防火投入，灭火过程有严重官僚作风。

## 火灾原因
这次火灾在大兴安岭地区的漠河林业局、图强林业局、阿木尔林业局和塔河林业局四个林业局所属的几处林场同时发生。
起火最初原因系河北籍林场职工汪玉峰启动割灌机，引燃了地上的汽油造成；（亦有认为系三位林场工人在现场扔下了未熄灭的香烟而造成者）。灭火时只熄灭明火，却没有打净残火餘火，致使火势失控。
更深层的原因是官僚不重視平时林区的防火投入，灭火过程中也有严重官僚作风作祟。大火被扑灭后，中华人民共和国林业部部长杨钟、副部长董智勇被撤职。

## 火灾损失

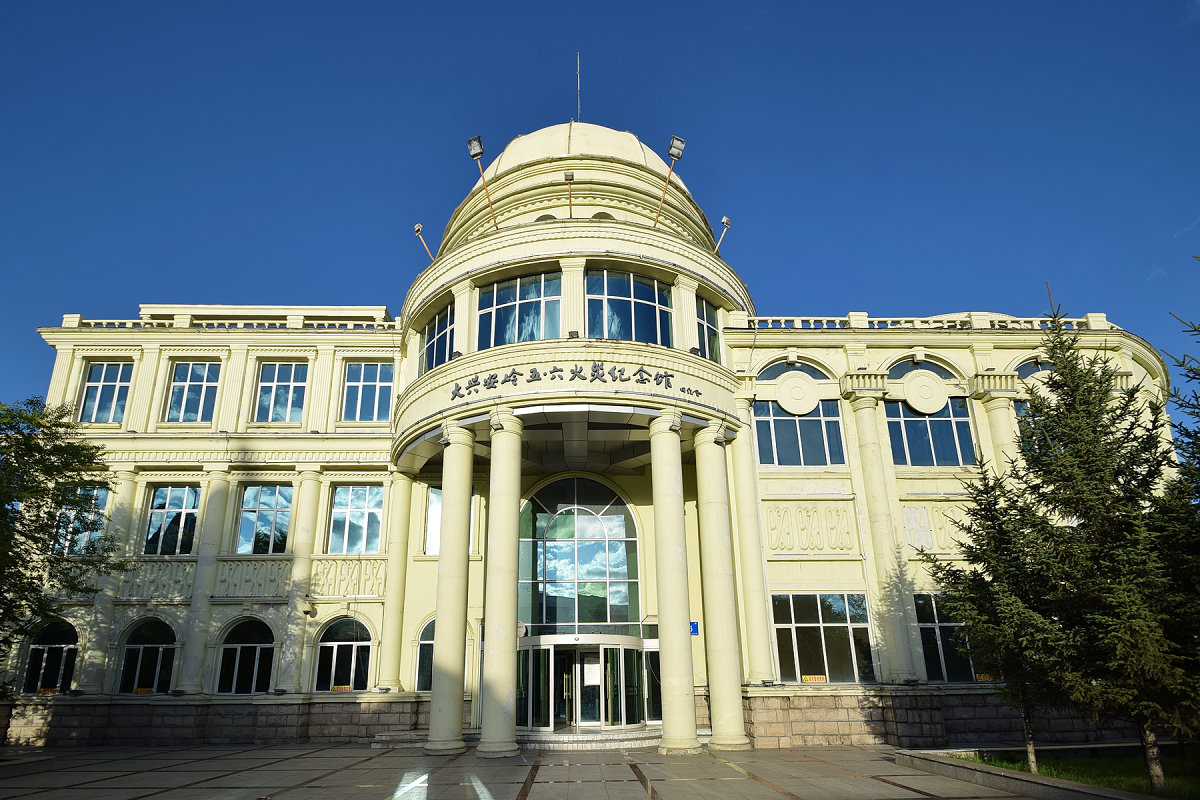
漠河市建有大兴安岭五·六火灾纪念馆，介紹此次火災。

直接经济损失达5亿多元，间接损失达69.13亿元。并且使得中国境内的约730万公顷（相当于苏格兰大小）的面积受到不同程度的火灾损害，还波及了苏联境内的490万公顷森林。过火有林地和疏林地面积114万公顷，其中受害面积87万公顷。烧毁贮木场存材85万立方米；
各种设备2488台，其中汽车、拖拉机等大型设备617台；桥涵67座，总长1340米；铁路专用线9.2公里；通讯线路483公里；输变电线路284公里；粮食325万公斤；房屋61.4万平方米，其中民房40万平方米。受灾群众10807户，56092人（3.3万人无家可归）；死亡193人，受伤226人。而漠河市关于“五·六”火灾反思巡游活动的报道则说死亡210人，烧伤266人这次扑火出動了58800多名军、警、民（其中解放军官兵3.4万人，森林警察、消防干警和专业扑火人员2100多人，预备役民兵、林业职工和群众2.27万人）。
大量木材的损失一定程度上影响了中国经济。

## 傳媒報導
《中国青年报》一連写下三遍調查報道《红色的警告》、《黑色的咏叹》、《绿色的悲哀》，合称“三色报道”，获当年全国好新闻特等奖，并被收入人民文学出版社《1987年优秀报告文学集》，并列入大学新闻专业教材。
火灾爆发后次年，崔永元与汪永晨进行了十多天采访，撰写了《大兴安岭的小人物》。邓颖超在听过报道后，委托秘书打电话表示感谢，并请转载稿子到《人民政协报》。

## 軼聞
- 水轟-5飛機參與撲滅大興安嶺山林大火成效卓著，之後獲得國家科技進步一等獎。